# دیوید بتی
دیوید بتی (به انگلیسی: David Batty) بازیکن فوتبال زادهٔ ۲ دسامبر ۱۹۶۸ اهل کشور انگلستان بود که سابقهٔ بازی در تیم ملی فوتبال انگلستان را در کارنامهٔ خود دارد. وی در تاریخ ۲۱ مه ۱۹۹۱ نخستین بازی ملی خود را در مقابل تیم ملی فوتبال اتحاد شوروی انجام داد و با حضور در ۴۲ بازی ملی، در تاریخ ۸ سپتامبر ۱۹۹۹ واپسین بازی ملی‌اش را در برابر تیم ملی فوتبال لهستان برگزار کرد.